# سیارک ۱۸۷۶۳۸
سیارک ۱۸۷۶۳۸ (به انگلیسی: 187638 Greenewalt، نامگذاری:2007CH26) صد و هشتاد و هفت هزار و ششصد و سی و هشتمین سیارک کشف شده‌است که در ۱۱ فوریه ۲۰۰۷ کشف شد.